# Briologie
Briologia (în limba greacă: βρύον (brion) = mușchi și λόγος (logos) = cuvânt) este o ramură a botanicii care se ocupă cu studiul briofitelor (mușchilor).